# 露梁大桥
露梁大桥（韓語：노량대교）是韩国跨越露梁海峽的一座悬索桥，连接庆尚南道河东郡与南海郡，全长990米，主跨890米，承载韩国国道19号，于2018年竣工，是1973年竣工的南海大桥之后的第二个通道。

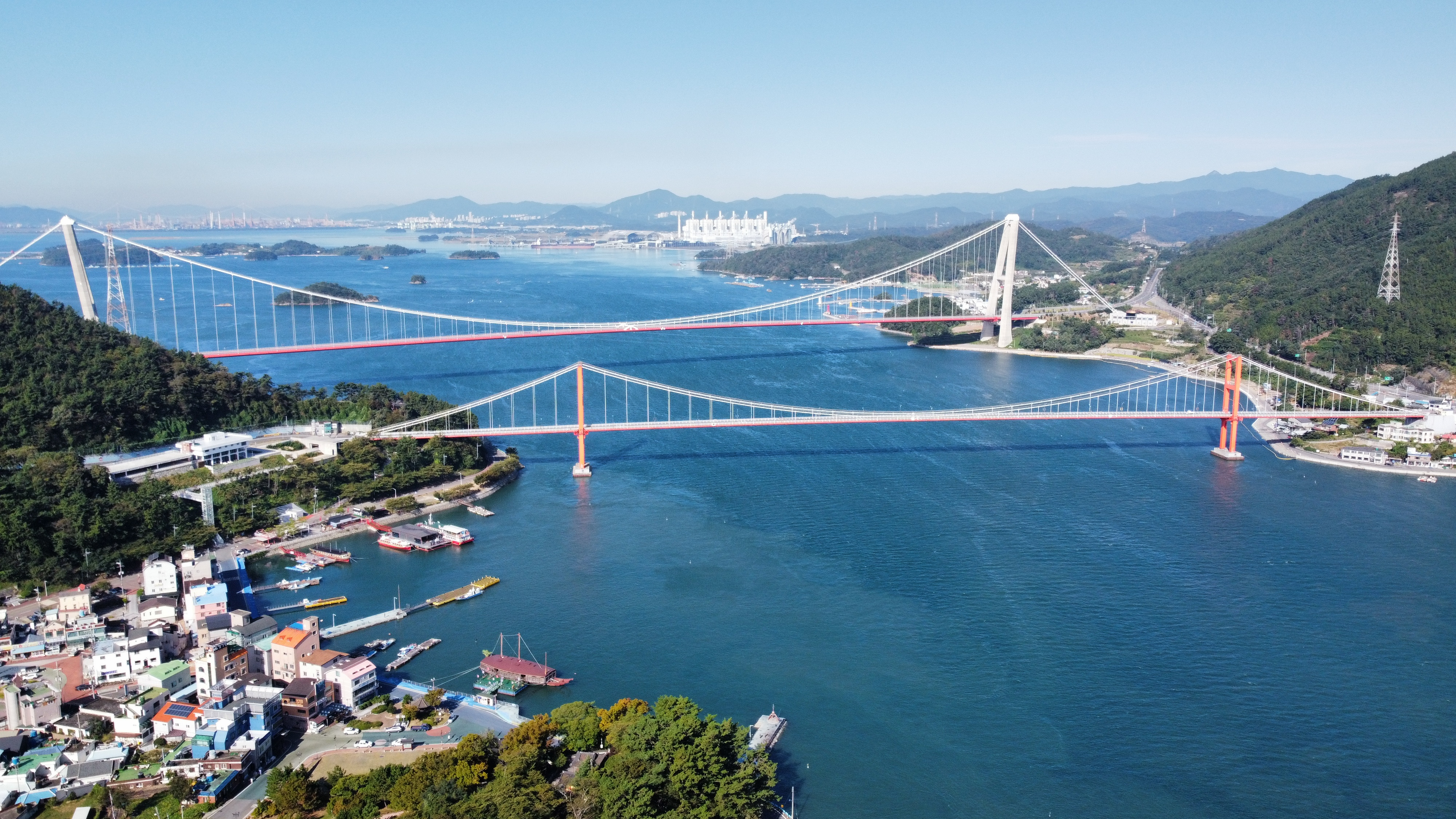
露梁海峽上的两座大桥